# Muscle subclavier
Le muscle subclavier ancien muscle sous-clavier (musculus subclavius en latin) est un muscle du thorax et du plan profond de la loge antérieure de l'épaule.

## Description
Le muscle subclavier est un petit muscle fusiforme situé sous la clavicule.

## Origine
Le muscle subclavier nait de la face supérieure de la première côte et du premier cartilage costal.

## Trajet
Le muscle subclavier est de forme cylindrique, passe derrière la clavicule. Il est oblique en haut (très légèrement), en arrière, et en dehors.
Il participe avec les muscles grand pectoral et petit pectoral à la paroi antérieure de la fosse axillaire.

## Terminaison
Le muscle subclavier se termine sur le tiers externe de la face inférieure de la clavicule au niveau du sillon du muscle subclavier.

## Innervation
Le muscle subclavier est innervé par le nerf subclavier, branche collatérale issue du plexus brachial (racines cinquième et sixième nerfs cervicaux (C5, C6)).

## Vascularisation
Le muscle subclavier est vascularisé par une branche de l'artère thoraco-acromiale

## Action
Avec un point fixe sternal, il abaisse la clavicule et par conséquent participe à l'abaissement du moignon de l'épaule.
Avec un point fixe claviculaire, il élève la 1re côte et est donc muscle inspirateur accessoire.

## Galerie

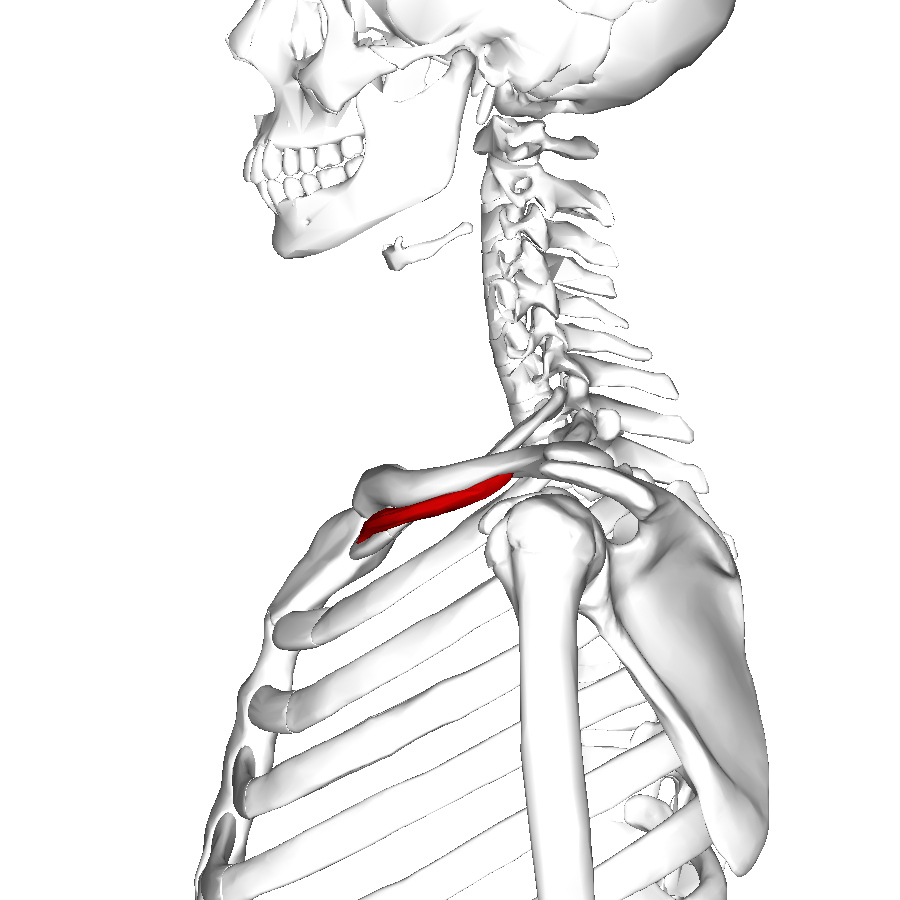
Vue latérale.
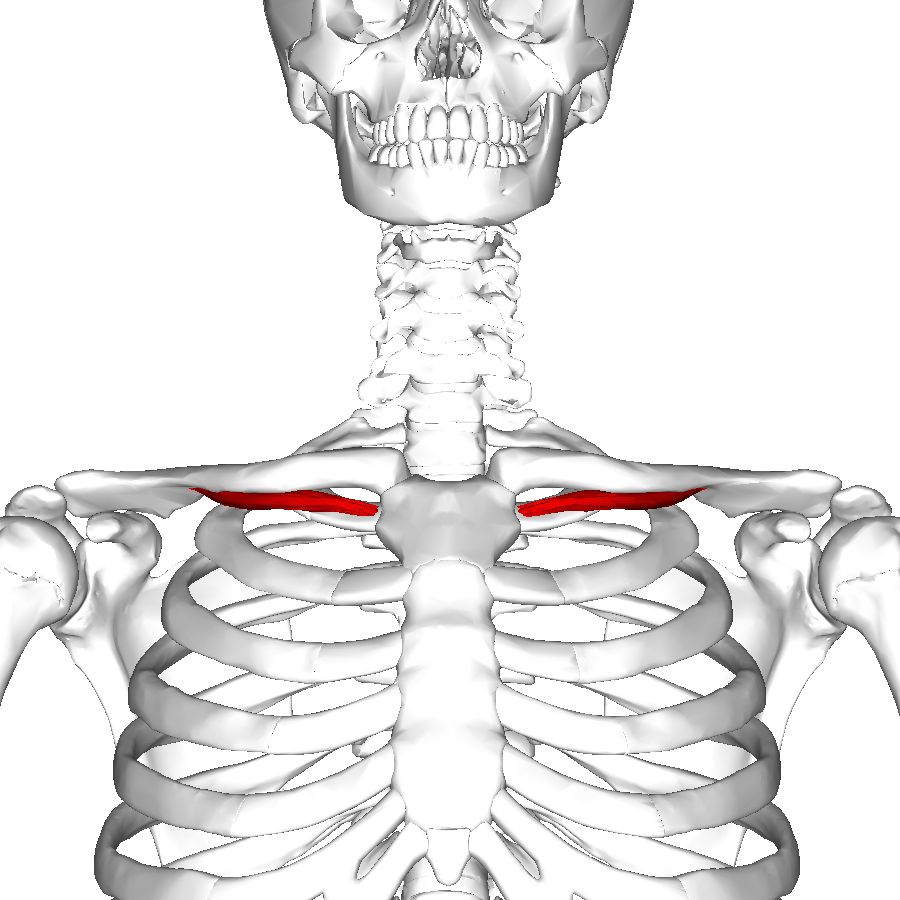
Vue antérieure
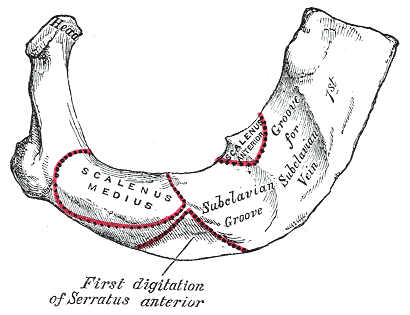
Insertion costale du muscle subclavier (subclavian groove)
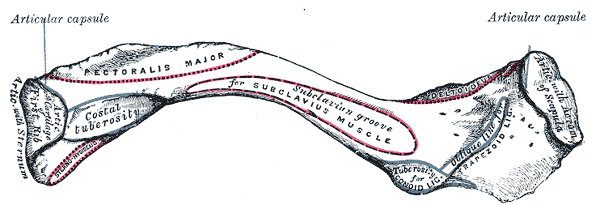
Insertion claviculaire du muscle subclavier (subclavus)
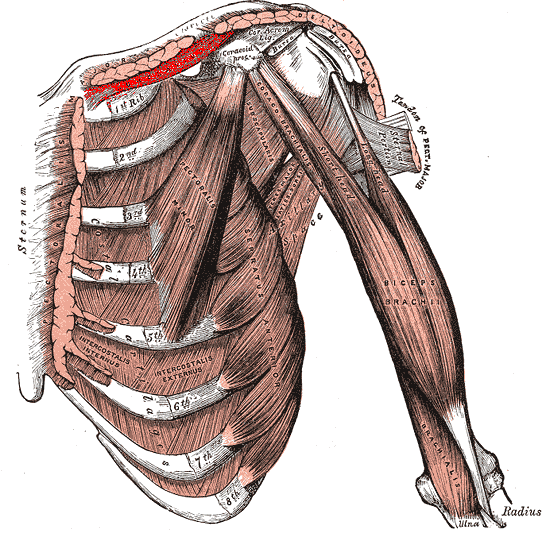
Le muscle subclavier droit